# Aiouea grandifolia
Aiouea grandifolia är en lagerväxtart som beskrevs av H. van der Werff. Aiouea grandifolia ingår i släktet Aiouea och familjen lagerväxter. Inga underarter finns listade i Catalogue of Life.